# Privalia

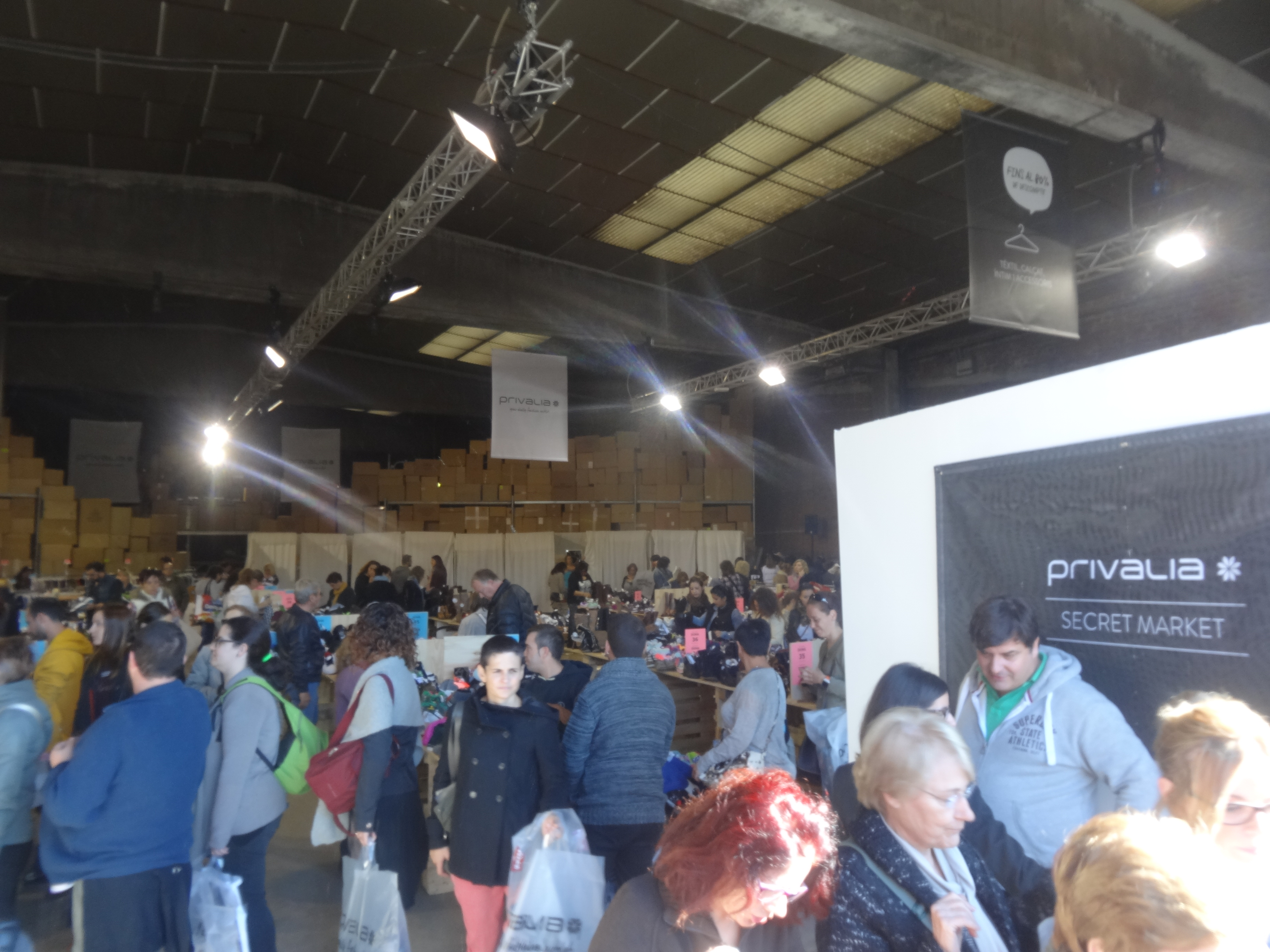
Botiga efímera de Privalia al RecStores d'Igualada.

Privalia, nom comercial de Privalia Venda Directa, SA, és una empresa catalana de moda en línia, que opera a Espanya, Itàlia, el Brasil i Mèxic. Privalia, que té la major quota de mercat en tots aquests mercats, organitza, campanyes curtes de botigues monomarca (que duren entre 3 i 5 dies) on els usuaris registrats poden accedir després de donar-se d'alta a través d'un missatge, de correu electrònic o alertes mòbils. Té la seu al districte 22@ de Barcelona, i compta amb filials a Milà (Itàlia), São Paulo (Brasil) i Ciutat de Mèxic. Dona feina a més de 900 persones i compta amb més 24 milions d'usuaris registrats a tot el món. Al voltant del 75% per cent de les vendes de Privalia provenen de fora d'Espanya, amb Brasil com el principal mercat internacional. El 2013 va tenir per primera vegada un benefici consolidat de 16,6 milions d'euros.
Actualment el 60% dels ingressos de la botiga online provenen de compres fetes a terminals mòbils (smartphones i tablets), i a data de novembre de 2015 tenien 12 milions de descàrregues de la seva aplicació mòbil.